# 65696 Pierrehenry
65696 Pierrehenry è un asteroide della fascia principale. Scoperto nel 1991, presenta un'orbita caratterizzata da un semiasse maggiore pari a 2,8095169 UA e da un'eccentricità di 0,1172684, inclinata di 9,10771° rispetto all'eclittica.
L'asteroide è dedicato a Pierre Henry Senegas-Lowe, figlio dello scopritore.